# 保羅·田立克
保羅·約拿·田立克（Paul Johannes Tillich，1886年8月20日—1965年10月22日）田立克是一位基督教存在主義神學家、哲學家、新保羅主義者，被視為美國的存在主義代表人物。

## 名稱音譯
中國大陸音譯作蒂利希。

## 生平
1886年8月20日，田立克出生於德意志帝國布蘭登堡的小村莊Starzeddel，父親是信義宗的牧師，家中三個小孩，他有兩名妹妹，大妹祖安娜(Johanna)小他2歲，小妹伊利沙伯(Elisabeth)小他7歲，三兄妹感情非常好。
1898年時，田立克被家庭送往柯尼斯堡就讀文理中學，1904年中學畢業後，先後就讀柏林大學、蒂賓根大學、哈雷大學，1911年於布雷斯勞大學獲哲學博士學位，隔年取得哈雷大學神學博士學位。

## 經歷
1919年起，田立克在柏林大學擔任神學講師，1924年至馬爾堡大學擔任神學教授，1925年至1929年間在萊比錫大學與德勒斯登工業大學任教，1929年至1933年轉往法蘭克福大學教書，
1933年納粹黨上台後，因政治因素逼迫前往美國。1940年入美國籍。1933年至1955年任紐約協和神學院教授。1955年至1962年任哈佛大學教授。1962年至1965年逝世前在芝加哥大學任教。

## 學說內容

### 經典觀念
- 新存在 -（new being）
- 終極關懷 -（ultimate concern）
- 存在的勇氣 -（courage to be）
- 聖靈基督論 -（spirit Christology）

### 田立克與存在主義
- 田立克沒有刻意強調或否認過自己深受存在主義的影響，就他看來，存在主義是一種對於生存處境的真實描述──存在主義者的濫觴乃是完全合理的，因為現實的人生的確如他們所觀察到的那般。但是在有神論存在主義者的視野中，真正要緊的並不是一再強調人類存在時與生俱來的那份焦慮或是虛無感，而是人類是否能夠對此困境有所回應。田立克稱那些人類所從事以證明人生具有價值的嘗試為「存在的勇氣」:舉凡一切的道德觀念、禁欲主義、犬儒主義、自然法權....這些都是人類面對虛無人生處境時所選擇的回應態度，這些內省的態度證明了人類具有某種高於動物性的特殊品格，這種品格被田力克稱為「存在的勇氣」。他又稱那些人類對於道德的、倫理、品德的追求為一種「關懷」，而宗教是一切關懷中的極致，因為它最抽象，需要最大的勇氣去跨越理智的界限，故名之為「終極關懷」；而基督教──尤其是新教乃是「終極關懷」中的最大者，因此是人類所有回應中最好的一個。

- 田立克將自己自幼所信仰的新教強調為一切終極關懷中的最高境界者，這點不可能不為認識為一次哲學上的「丐詞論證」。晚年田力克明顯收斂了此一態度，並開始主張各宗教之間應進行對話，尤其是基督教神學家與佛教佛學者間的對話。這是因為，最終田立克瞭解到佛教學說的內涵並沒有在「終極關懷」的定義中輸給天啟的基督教或新教神學，故主張基督教高於佛教的說法使田立克自己陷入論證的窘局。更為有意義的是，存在主義與佛教最精華的思想「空」、「人生是苦」等思想乃是相通的，存在主義並不會更不適合用在佛學的理論上，事實上，若說佛教就是一種存在主義宗教也不為過。田立克的存在主義神學如今也被佛教徒所引用，今天的佛學研究者也使用「宗教是終極關懷」的概念回應理性時代對於宗教的批判。

- 存在主義心理學大師羅洛． 梅（Rollo May  （页面存档备份，存于））乃是田立克在協和神學院的學生，梅畢生保持對田立克的景仰及對其思想維護。梅是美國的存在主義的代表人物，因此田立克經常被視為這一支存在主義論者的源頭。

### 聖靈基督論
保羅·田立克的基督論的兩種進路：
依據田立克對基督教神學史的理解，基本上有兩種。第一種可稱為嗣子基督論（Adoptionist Christology），當中父上帝（或是道或靈）產生一默示並收納拿撒勒人耶穌為兒子，田立克認為這是一種以道成肉身為解讀的基督論。第二種基督論，是認為基督的神性可由三一上帝任何一位格去解釋，所以它可以是聖靈基督論（Spirit Christology）或道的基督論（Logos Christology），但在實際情況中，往往更常以「聖靈基督論」的形式出現，並與符類福音中耶穌的基督論產生關係。
- 聖靈基督論的定義：聖靈基督論，有兩個重要含義，第一是，並非耶穌的靈使得他成為基督，而是在他裹面的上帝使然。這表示基督的神性不是由道去解釋，耶穌作為基督在本體上是依靠聖靈的工作，耶穌的聖靈在整個過程中，那真正的行動者是聖靈。另一個聖靈基督論的含意是三一論的，聖靈基督論意味是對在啟示與救恩中基督一種理解。[3]

聖靈基督論的意味：
聖靈基督論意味著聖靈的臨在是參與和介入耶穌的靈中，在耶穌的靈中彰顯他的力量，所以，耶穌的人性同時又是整個過程中重要的載體。聖靈理解為「耶穌的靈」（the Spirit of Jesus）用田立克的說法，那來自神聖根源的宇宙性大能既感動（inspired）耶穌，也由耶穌而來；而耶穌轉變為聖靈之主（the Lord of the Spirit）的重要歷程，此過程不單由聖靈基督論來解釋，而必須將聖靈基督論與道成肉身作互補處理。田立克曾說：「在成肉身之道回歸聖父以後，聖靈便取代了其力量並啟示其出現的意味。」
聖靈基督論的理解：
使徒保羅說：「在基督裡」，意思是指信徒能基督一同藏在神裡面（to be hid with Christ in God.）。基督可以透過每個信徒及教會，這種能力也如同使徒行傳一章八節所說「但聖靈降臨在你們身上，你們就必得著能力，並要在耶路撒冷、猶太全地，和撒馬利亞，直到地極，作我的見證。」，所以對於新約的信徒，相信聖靈就是耶穌的靈，是一個不困難的解讀，所以聖靈的同在就可視為耶穌的靈的臨在，向耶穌禱告也意味著聖靈也在垂聽，這個道理的理解對真信仰的人是可以接受的。

## 勇氣的意義
在《存在的勇氣》一書中,  田立克分析了「勇氣」（Courage）的意義，再論「憂慮」（Anxiety），及如何面對「憂慮」和「焦慮」。他認為「憂慮」遠比「恐懼」（Fear）嚴重，因為恐懼有它的對象（Object）,  例如，害怕失業，害怕失婚、害怕失戀、害怕疾病、害怕死亡、害怕見鬼等等。
相反，憂慮（Anxiety, Angst）卻沒有對象（Object）。

## 著作
- 《歷史的解析》（The Interpretation of History）, 1936
- 《清教徒的時代》（The Protestant Era）, 1948
- 《動搖了的基要真理》（The Shaking of the Foundations）, 1948
- 《系統神學》（Systematic Theology）全三卷, 1951–63（東南亞神學院協會翻譯出1、2卷）
- 《存在的勇氣》（The Courage to Be）, 1952
- 《愛、力量與正義》（Love, Power, and Justice）, 1954
- 《聖經宗教與對終極實在的追求》（Biblical Religion and the Search for Ultimate Reality）, 1955
- 《新存在》（The New Being）, 1955
- 《信仰的動力》（Dynamics of Faith）, 1957
- 《基督教與世界宗教的相遇》（Christianity and the Encounter of the World Religions）, 1963
- 《我對於絕對性的追尋》（My Search for Absolutes）, 1967 (posthumous), Simon & Schuster 1984 reprint

### 引用
1. ↑   George H.Tavard. Paul Tillich and the Christian Message.
2. ↑  賴品超，《開放與委身：田立克的神學與宗教對話》。
3. 1 2  同上。
4. ↑  陳家富，《田立克：邊緣上的神學》。
5. ↑  陳家富編，《蒂利希與漢語神學》。
6. ↑   The Theology of Paul Tillich. Edited by Charles W. Kegley and Robert W. Bretall.。

### 书籍
- Four Existentialist Theologians: A Reader from the Work of Jacques Maritain, Nicolas Berdyaev, Martin Buber, and Paul Tillich. Selected and with an Introduction and Biographical Notes by Will Herberg. Garden City:New York: Doubleday Anchor Books, 1958.
- Tavard, George H. Paul Tillich and the Christian Message. New York: Charles Scribner’s Sons, 1962.
- The Theology of Paul Tillich. Edited by Charles W. Kegley and Robert W. Bretall. New York: The Macmillan Company, 1961.
- 陳家富。《田立克：邊緣上的神學》。香港：基道出版社，2008。
- 陳家富編。《蒂利希與漢語神學》。香港：漢語基督教文化研究所，2006。
- 賴品超。《開放與委身：田立克的神學與宗教對話》。香港：基督教中國宗教文化研究社，2000。